# Roberta Cirne
Roberta Cirne (Recife) é uma quadrinista brasileira.

## Biografia
Formada em Artes Plásticas pela UFPE, trabalha com ilustração desde 1992.
Sua estreia nos quadrinhos se deu em 2006, com a obra Passos Perdidos, História Desenhada: A Presença Judaica em Pernambuco no Século XX, ilustrada por Roberta e Danielle Jaimes a partir de roteiro de Amaro Braga, que por sua vez adaptava o livro Passos Perdidos, História Recuperada: A Presença Judaica em Pernambuco, de Tânia Kaufman. Por seu trabalho nesta HQ, Roberta ganhou no ano seguinte o 19º Troféu HQ Mix na categoria "Grande contribuição". Roberta Cirne ainda publicou em parceria com Danielle e Amaro as HQs Heróis da Restauração Pernambucana (2008) e AfroHQ – História e cultura afro-brasileira e africana em quadrinhos (2010).
Em 2017, Roberta Cirne criou o site Sombras do Recife, no qual passou a publicar HQs de terror inspiradas no folclore e tradição oral de Recife, sua cidade natal, trazendo personagens míticos como o Boca de Ouro, o Papa-figo e a Emparedada da Rua Nova. Um primeiro volume impresso da série, com duas histórias, foi lançado no ano seguinte financiado por crowdfunding através do site Catarse.

## Prêmios
Em 2007, Cirne ganhou o 19º Troféu HQ Mix na categoria Grande contribuição.
Em 2019, a autora ganhou o Prêmio Angelo Agostini na categoria "melhor lançamento" por seu trabalho na HQ Gibi de Menininha.
Em 2022, Roberta ganhou o Prêmio Angelo Agostini de melhor lançamento independente pelo livro Não Ligue, Isso É Coisa de Mulher!, produzido em parceria com diversas quadrinistas brasileiras.